# Kurt Juster
Kurt Adolf Juster (* 25. September 1908 in Berlin; † 23. März 1992 in Göteborg) war Wegbereiter der Behindertenarbeit in Schweden und Deutschland.

## Biografie

### 1908 bis 1938

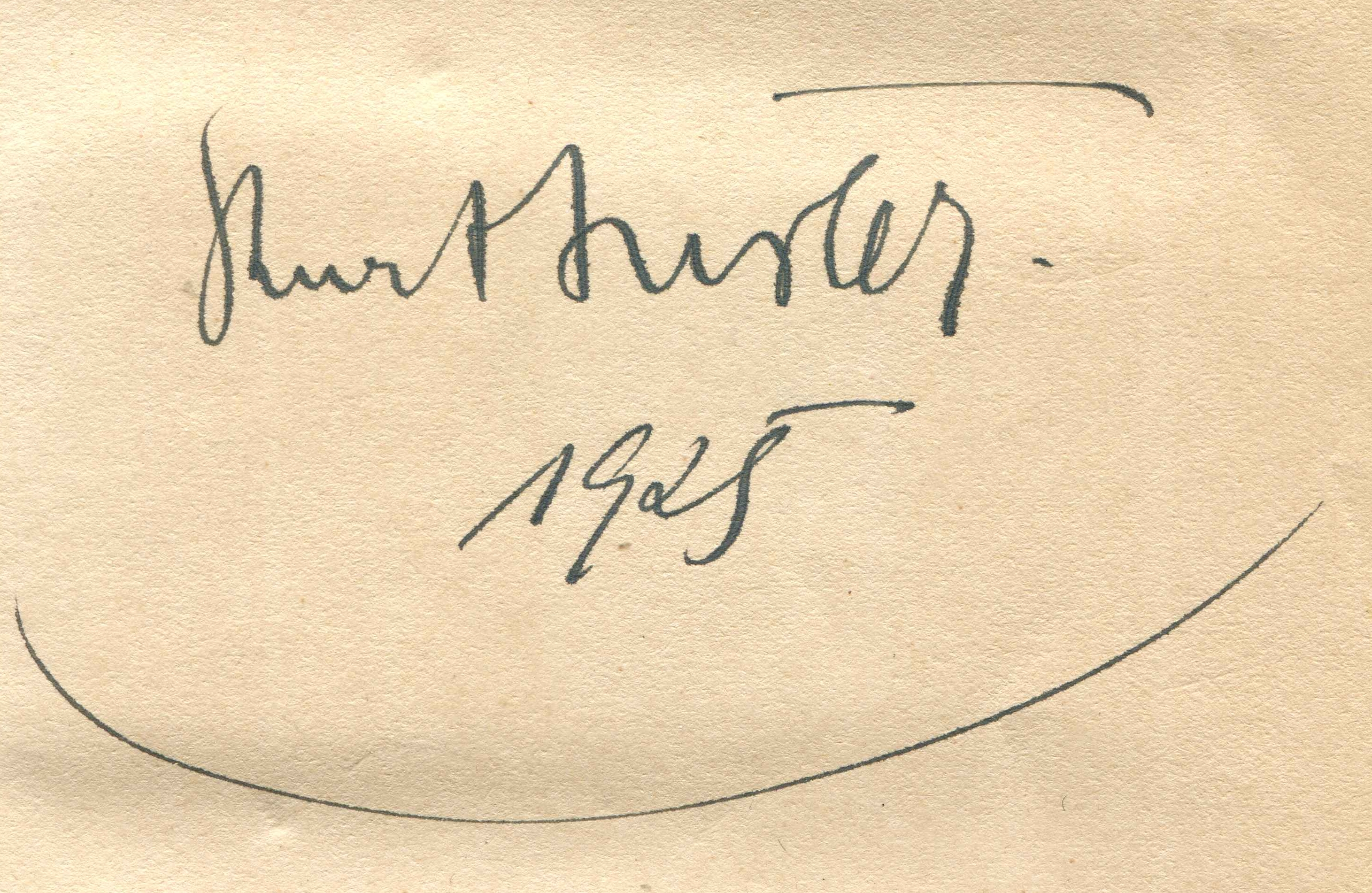
Signatur Kurt Juster

Kurt Juster wurde 1908 in Berlin geboren. Sein Vater, Isedor Juster, entstammte einer jüdischen, in Rumänien lebenden Familie. In den 1920er Jahren arbeitete Juster als Schauspieler. Er gehörte zum Ensemble des Deutschen Theaters in Berlin. 1930 wechselte Kurt Juster an das Düsseldorfer Schauspielhaus. In Düsseldorf und Köln war er in der folgenden Zeit auch als Kabarettist tätig.
Da seine Auftritte in Köln durch die SA gestört und schließlich unmöglich gemacht wurden, siedelte Kurt Juster 1934 nach Hamburg über. In der Hansestadt war er Kaufmann und Prokurist im Unternehmen seines Onkels, eines Teppichhändlers, bis dessen Betrieb arisiert und das Vermögen der jüdischen Familie beschlagnahmt wurde.
Im Gefolge der Reichspogromnacht 1938 wurde Kurt Juster verhaftet und in das KZ Sachsenhausen gebracht. Seine Ehefrau Gertrud, mit der er seit 1931 verheiratet war, setzte sich erfolgreich für seine Freilassung ein.

### 1938 bis 1956
Im Dezember 1938 emigrierte Kurt Juster mit seiner Ehefrau und der zweijährigen Tochter Eva nach Schweden.
Zehn Jahre später kamen in Göteborg die Zwillinge Claes und Nina zur Welt. Justers Tochter Nina war von Geburt an spastisch gelähmt. Durch Nina begann Kurt Juster, der im schwedischen Exil u. a. als Journalist und Literaturkritiker arbeitete, sich auf dem Gebiet der Behindertenarbeit zu engagieren.
Kontakte wurden geknüpft zu Ärzten, Therapeuten und Eltern spastisch gelähmter Kinder. 1953 gründeten die Justers gemeinsam mit anderen den Elternverein für CMR (CMR = Central motorische Störungen) - Kinder in Göteborg. Dieser wurde zum Vorbild für Elternvereine in anderen schwedischen Städten. 1955 erwuchs aus diesen ein Zentralverband der Elternvereine, welcher es sich zum Ziel setzte, die Pflege, medizinische Versorgung und Ausbildung spastisch gelähmter Kinder, Jugendlicher und Erwachsener zu verbessern. Zum Vereinsvorsitzenden wählten die Eltern Kurt Juster.

### 1956 bis 1976
1956 kehrte die Familie, ohne die älteste Tochter Eva, nach Deutschland zurück. Wohnsitz der Justers wurde wiederum Hamburg. In der Hansestadt setzte Kurt Juster sein in Schweden begonnenes Engagement fort. Er gründete den Verein zur Förderung und Betreuung spastisch gelähmter Kinder e.V. Hamburg, der 1996 umbenannt wurde in Leben mit Behinderung Hamburg Elternverein. Familien mit behinderten Angehörigen sind in Leben mit Behinderung zusammengeschlossen. Der Verein kümmert sich um Wohn- und Arbeitsmöglichkeiten sowie Bildungs- und Freizeitangebote für Menschen mit Behinderung.
1958 eröffnete Kurt Juster in der Eppendorfer Landstraße die erste staatliche Sonderschule in der Hansestadt für spastisch gelähmte Kinder. Dieser folgte 1959 eine zweite im Hirtenweg.
Kurt Justers Hamburger Zeit war geprägt vom Aufbau und der Pflege unzähliger Kontakte, welche er im Sinne einer Verbesserung der Lebenssituation von Menschen mit Behinderung nutzte.
Die Arbeit des von Juster gegründeten Vereins erfuhr bundesweite Beachtung. 1979 wurde Kurt Juster das Bundesverdienstkreuz verliehen.

### 1976 bis 1992
Ab 1976 lebte Kurt Juster aus finanziellen Gründen erneut in Schweden. 1992 starb er, an der Alzheimer-Krankheit leidend, in einem Göteborger Pflegeheim.

## Kurt-Juster-Schule
Seit dem Jahr 2008 trägt die staatliche Sonderschule in Hamburg-Alsterdorf für Schüler mit motorischen Behinderungen beziehungsweise Lern-, Sprach-, Wahrnehmungs- und Verhaltensauffälligkeiten den Namen Kurt-Juster-Schule.